# Stazione di Cogoleto
La stazione di Cogoleto è una stazione ferroviaria posta sulla ferrovia Genova-Ventimiglia. Serve il comune di Cogoleto nella Città metropolitana di Genova.
L'impianto dal 1º Luglio 2001 è gestito da Rete Ferroviaria Italiana società del gruppo FS.

## Struttura ed impianti
Il fabbricato viaggiatori, costruito su progetto dall'architetto Roberto Narducci, venne aperto al pubblico nel 1943; il fabbricato si sviluppa su due livelli: il primo piano è una abitazione privata, il piano terra ospita i servizi per i viaggiatori e l'ufficio del capostazione. È una struttura è ricoperta in pietra al piano terra, in mattoni al primo piano.
Il piazzale si compone di quattro binari. Nel dettaglio:
- Binario 1: treni diretti a Savona, Albenga e Ventimiglia (precedenze).
- Binario 2: treni diretti a Savona, Albenga e Ventimiglia.
- Binario 3: treni diretti a Genova, Sestri Levante, La Spezia e Milano.
- Binario 4: treni diretti a Genova, Sestri Levante, La Spezia e Milano (precedenze).

### Accessibilità
La stazione è dotata complessivamente di quattro binari a servizio dei viaggiatori con relative banchine.
La stazione è dotata dei seguenti servizi per l'accessibilità:
- Presenza di sistemi di informazione al pubblico sonori;
- Presenza di sistemi di informazione al pubblico visivi;
- Percorso senza barriere (in piano e/o con rampa) fino al binario: 1.

## Movimento
La stazione è servita dai treni regionali, regionali veloci svolti da Trenitalia nell'ambito del contratto di servizio stipulato con la Regione Liguria.
Da aprile a settembre ferma anche una coppia di treni regionali Trenord della relazione Ventimiglia-Gallarate, circolanti nei Sabati e festivi.

## Servizi
La stazione, che RFI la classifica di categoria silver, dispone di:
- Biglietteria Self-Service di Trenitalia[5]
- Spazi per l'attesa
- Servizi igienici
- Bar, caffetteria, ristorazione
- Edicola, distributori automatici di snack e bevande
- Telefono pubblico di Telecom italia[6]

## Interscambi
- Fermata autobus AMT
- Stazione taxi
- Rastrelliera
- Parcheggio

Dal piazzale antistante la stazione transitano i seguenti servizi di TPL gestiti da AMT:
- Linea 708: Varazze - Cogoleto - Arenzano - Voltri;

- Linea 805: Cogoleto FS - Capieso - Cogoleto FS;
- Linea 807: Cogoleto FS - Lerca - Cogoleto FS;

- Linea 811: Cogoleto FS - Pratozanino - Sciarborasca - Schivà - Cogoleto FS;
- Linea 813: Cogoleto FS - Schivà - Sciarborasca - Pratozanino - Cogoleto FS:

- Linea 857: Cogoleto FS - Capieso - Lerca - Cogoleto FS;
- Linea 901: Cogoleto FS - Beuca.